# Le Thoureil
Le Thoureil est une ancienne commune française située dans le département de Maine-et-Loire, en région Pays de la Loire, devenue le 1er janvier 2016, une commune déléguée de la commune nouvelle de Gennes-Val de Loire, puis, le 1er janvier 2018, de Gennes-Val-de-Loire.
Outre plusieurs édifices religieux patrimoniaux, érigés sur son territoire, le village-portuaire du Thoureil compte des demeures anciennes en tuffeau et un amarrage de bateaux traditionnels. Ce patrimoine a permis la labellisation Petite-cité de caractère.

## Géographie
Commune du Saumurois, Le Thoureil est située en rive gauche de la Loire au nord-ouest de Gennes, entre Saumur à 19 km et Angers à 24 km, sur les routes D 132, Saint-Rémy-la-Varenne / Gennes, et D 156, Louerre,.
La commune du Thoureil regroupe les villages du Thoureil proprement dit, de Bessé, de Saint-Maur-sur-Loire et de Bourgneuf. Son territoire occupe une superficie de 1 102 hectares.

## Toponymie et héraldique

### Héraldique
| Blason de Thoureil (Le) | Blason  | D'argent à la gabare d'azur, la voile chargée d'une feuille d'acacia d'or et voguant sur une rivière du champ mouvant de la pointe. |
| Blason de Thoureil (Le) | Détails | Blason historique : la commune a fusionné avec Chênehutte-Trèves-Cunault, Gennes, Grézillé et Saint-Georges-des-Sept-Voies au 1er janvier 2016 pour former la commune nouvelle de Gennes-Val de Loire qui devint au 1er janvier 2018 Gennes-Val-de-Loire. |

## Histoire
Plusieurs menhirs et dolmens témoignent d'une présence depuis le Néolithique.
Au VIe siècle, saint Maur s'établit dans l'ancienne villa gallo-romaine de Glanfeuil et y fonde l'abbaye Saint-Maur de Glanfeuil.
Situé sur la Loire, le village aura une activité marinière pendant plusieurs siècles. Le port-batelier du Thoureil était une étape de la marine de Loire dans le commerce des vins de Loire ainsi que du sel de Guérande et de Noirmoutier,.
Au XVIIIe siècle, la paroisse dépend de l'archiprêtré de Saumur, de l'élection de Saumur, et en 1788 du district de Doué. Le village devient une commune à la Révolution et sera rattachée à Saint-Georges-des-Sept-Voies de juillet 1840 à juin 1875,.
En janvier 2016, Le Thoureil intègre la commune nouvelle de Gennes-Val de Loire, regroupant cinq des dix communes membres de la communauté de communes du Gennois, dont la création est officialisée par arrêté préfectoral du 5 octobre 2015, puis celle de Gennes-Val-de-Loire en 2018.

## Politique et administration

### Administration municipale

#### Administration actuelle
Depuis le 1er janvier 2016, Le Thoureil constitue une commune déléguée au sein de la commune nouvelle de Gennes-Val-de-Loire et dispose d'un maire délégué,.
| Période        | Période        | Identité           | Étiquette | Qualité |
| -------------- | -------------- | ------------------ | --------- | ------- |
| janvier 2016   | mai 2020       | Michel Sire        |           |         |
| mai 2020       | septembre 2021 | Benoît Saulnier    |           |         |
| septembre 2021 | En cours       | Alexandra Ouvrard, |           |         |

#### Administration ancienne
| Période                                  | Période       | Identité         | Étiquette | Qualité                                           |
| ---------------------------------------- | ------------- | ---------------- | --------- | ------------------------------------------------- |
| 1995                                     | mars 2014     | Jean-Luc Lermite |           | Cadre commercial retraité                         |
| mars 2014                                | décembre 2015 | Michel Sire      |           | Professeur d'EPS au collège Paul-Eluard de Gennes |
| Les données manquantes sont à compléter. |               |                  |           |                                                   |

### Ancienne situation administrative
La commune était membre de la communauté de communes du Gennois, elle-même membre du syndicat mixte Pays de Loire en Layon.

## Population et société

### Démographie

#### Évolution démographique
L'évolution du nombre d'habitants est connue à travers les recensements de la population effectués dans la commune depuis 1793. À partir du 1er janvier 2009, les populations légales des communes sont publiées annuellement dans le cadre d'un recensement qui repose désormais sur une collecte d'information annuelle, concernant successivement tous les territoires communaux au cours d'une période de cinq ans. 
Pour les communes de moins de 10 000 habitants, une enquête de recensement portant sur toute la population est réalisée tous les cinq ans, les populations légales des années intermédiaires étant quant à elles estimées par interpolation ou extrapolation. Pour la commune, le premier recensement exhaustif entrant dans le cadre du nouveau dispositif a été réalisé en 2007,.
En 2013, la commune comptait 444 habitants, en évolution de +6,22 % par rapport à 2008 (Maine-et-Loire : +3,3 %, France hors Mayotte : +2,49 %).
| 1793 | 1800 | 1806 | 1821 | 1831 | 1876 | 1881 | 1886 | 1891 |
| ---- | ---- | ---- | ---- | ---- | ---- | ---- | ---- | ---- |
| 135  | 147  | 163  | 180  | 194  | 563  | 612  | 558  | 566  |

| 1896 | 1901 | 1906 | 1911 | 1921 | 1926 | 1931 | 1936 | 1946 |
| ---- | ---- | ---- | ---- | ---- | ---- | ---- | ---- | ---- |
| 542  | 479  | 470  | 533  | 439  | 475  | 455  | 460  | 467  |

| 1954 | 1962 | 1968 | 1975 | 1982 | 1990 | 1999 | 2007 | 2012 |
| ---- | ---- | ---- | ---- | ---- | ---- | ---- | ---- | ---- |
| 477  | 377  | 365  | 347  | 359  | 355  | 360  | 417  | 446  |

| 2013 | - | - | - | - | - | - | - | - |
| ---- | - | - | - | - | - | - | - | - |
| 444  | - | - | - | - | - | - | - | - |

#### Pyramide des âges
La population de la commune est relativement âgée. Le taux de personnes d'un âge supérieur à 60 ans (31,9 %) est en effet supérieur au taux national (21,8 %) et au taux départemental (21,4 %).
À l'instar des répartitions nationale et départementale, la population féminine de la commune est supérieure à la population masculine. Le taux (50,8 %) est du même ordre de grandeur que le taux national (51,9 %).
La répartition de la population de la commune par tranches d'âge est, en 2008, la suivante :
- 49,2 % d’hommes (0 à 14 ans = 19,5 %, 15 à 29 ans = 10,2 %, 30 à 44 ans = 13,7 %, 45 à 59 ans = 26,3 %, plus de 60 ans = 30,2 %) ;
- 50,8 % de femmes (0 à 14 ans = 16,5 %, 15 à 29 ans = 8 %, 30 à 44 ans = 18,9 %, 45 à 59 ans = 23,1 %, plus de 60 ans = 33,4 %).

| Hommes | Classe d’âge | Femmes |
| ------ | ------------ | ------ |
| 0,0    | 90 ans ou +  | 0,9    |
| 10,7   | 75 à 89 ans  | 11,3   |
| 19,5   | 60 à 74 ans  | 21,2   |
| 26,3   | 45 à 59 ans  | 23,1   |
| 13,7   | 30 à 44 ans  | 18,9   |
| 10,2   | 15 à 29 ans  | 8,0    |
| 19,5   | 0 à 14 ans   | 16,5   |

| Hommes | Classe d’âge | Femmes |
| ------ | ------------ | ------ |
| 0,4    | 90 ans ou +  | 1,1    |
| 6,3    | 75 à 89 ans  | 9,5    |
| 12,1   | 60 à 74 ans  | 13,1   |
| 20,0   | 45 à 59 ans  | 19,4   |
| 20,3   | 30 à 44 ans  | 19,3   |
| 20,2   | 15 à 29 ans  | 18,9   |
| 20,7   | 0 à 14 ans   | 18,7   |

### Vie locale
Présence d'une bibliothèque et d'une salle de loisirs, la Maison du vieux puits. On y trouve également une société de boule de fort, L'Union de Bourgneuf, un club de voile, ainsi que plusieurs associations comme Le Thoureil Patrimoines et Paysages, Au fil de lire, Eoliharpe, Jazz en Loire, Le Thoureil loisirs, l'association Jeanne Camille.
Chaque année se déroule au printemps la Fête des bateaux au Thoureil, donnant lieu notamment à un rassemblement de bateaux traditionnels de la marine de Loire au port-batelier du Thoureil.

## Économie
Sur 40 établissements présents sur la commune à fin 2010, 25 % relevaient du secteur de l'agriculture (pour une moyenne de 17 % sur le département), aucun du secteur de l'industrie, 10 % du secteur de la construction, 53 % de celui du commerce et des services et 13 % du secteur de l'administration et de la santé.

## Culture locale et patrimoine
Le territoire de la commune relève de la partie du Val de Loire située entre Sully-sur-Loire et Chalonnes, classée depuis 2000 sur la liste du patrimoine mondial de l'UNESCO. En outre, la commune est labellisée par l'association Petites Cités de caractère de France.

### Patrimoine culturel et naturel

#### Mégalithes
Menhirs :

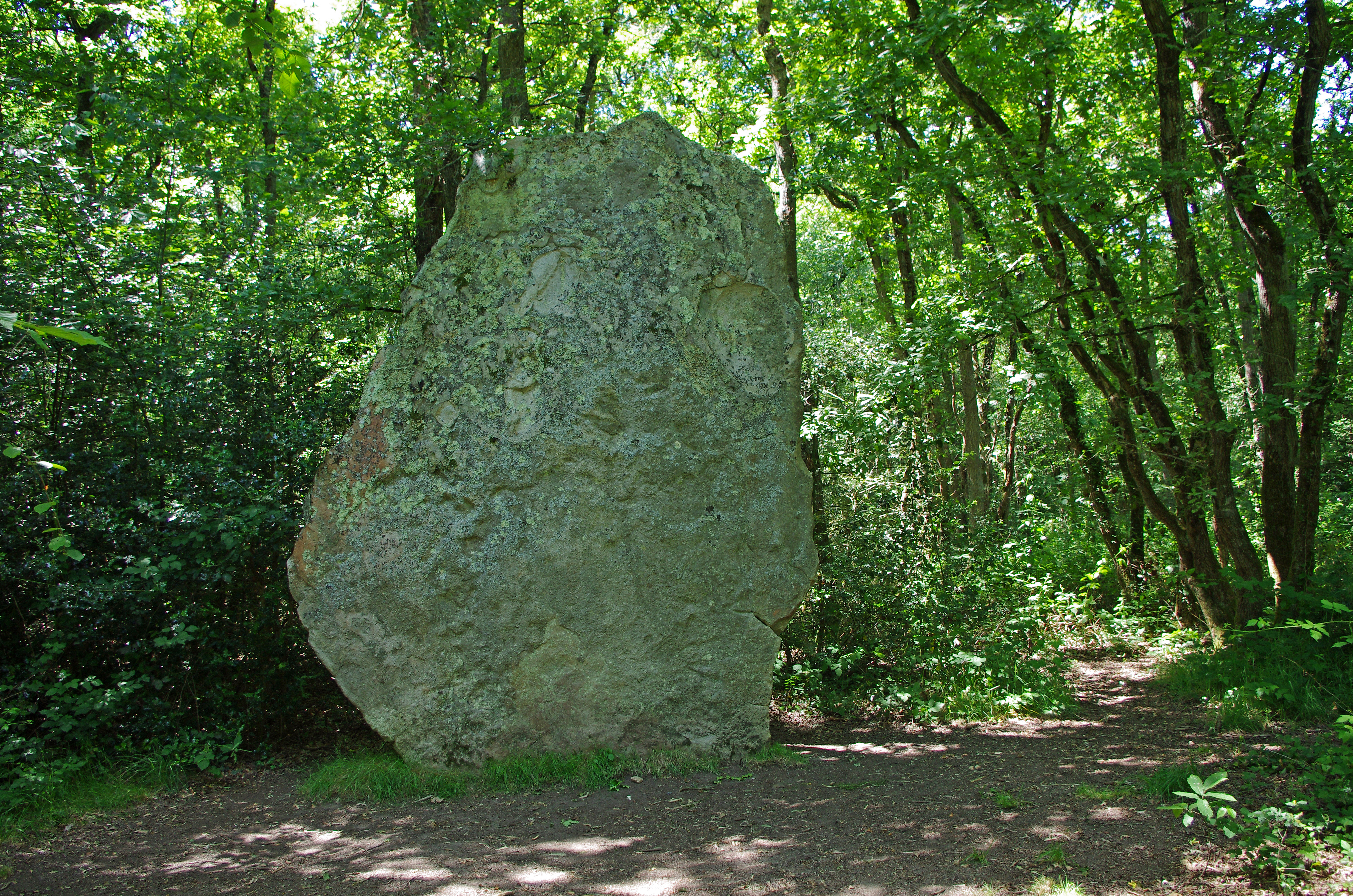
Pierre-Longue ou Menhir de la Filoussière.

- Pierre-Longue ou menhir de la Filoussière ;
- Menhir de Bessé ;
- Pierre de Torche Anesse ;
- Menhir des Varennes de Cumeray ;
- Menhir de Saint-Gondon ;
- Petits menhirs de la Butte aux Houx ;
- Menhir du vallon du Bois de la Bodinière ;
- Menhir couché des Bois de la Bodinière ;
- Menhir de Nézan.

Dolmens :
- Grand dolmen des Varennes de Cumeray ;
- Petit dolmen des Varennes de Cumeray ;
- Hutte en pierre de la Butte aux Houx ;
- Dolmen de la Butte aux Houx.

#### Patrimoine religieux
- Abbaye Saint-Maur de Glanfeuil, ancienne abbaye bénédictine des XVIe et XVIIe siècles, classée aux Monuments historiques[28] ;
- Église Saint-Charles des XIe et XIIe siècles, dédiée à saint Genulfe puis à saint Charles, classée aux Monuments historiques[29],[30] ;
- Église Saint-Gervais-et-Saint-Protais des XIIe et XVIIe siècles, inscrite aux Monuments historiques, située au village de Bessé[31].

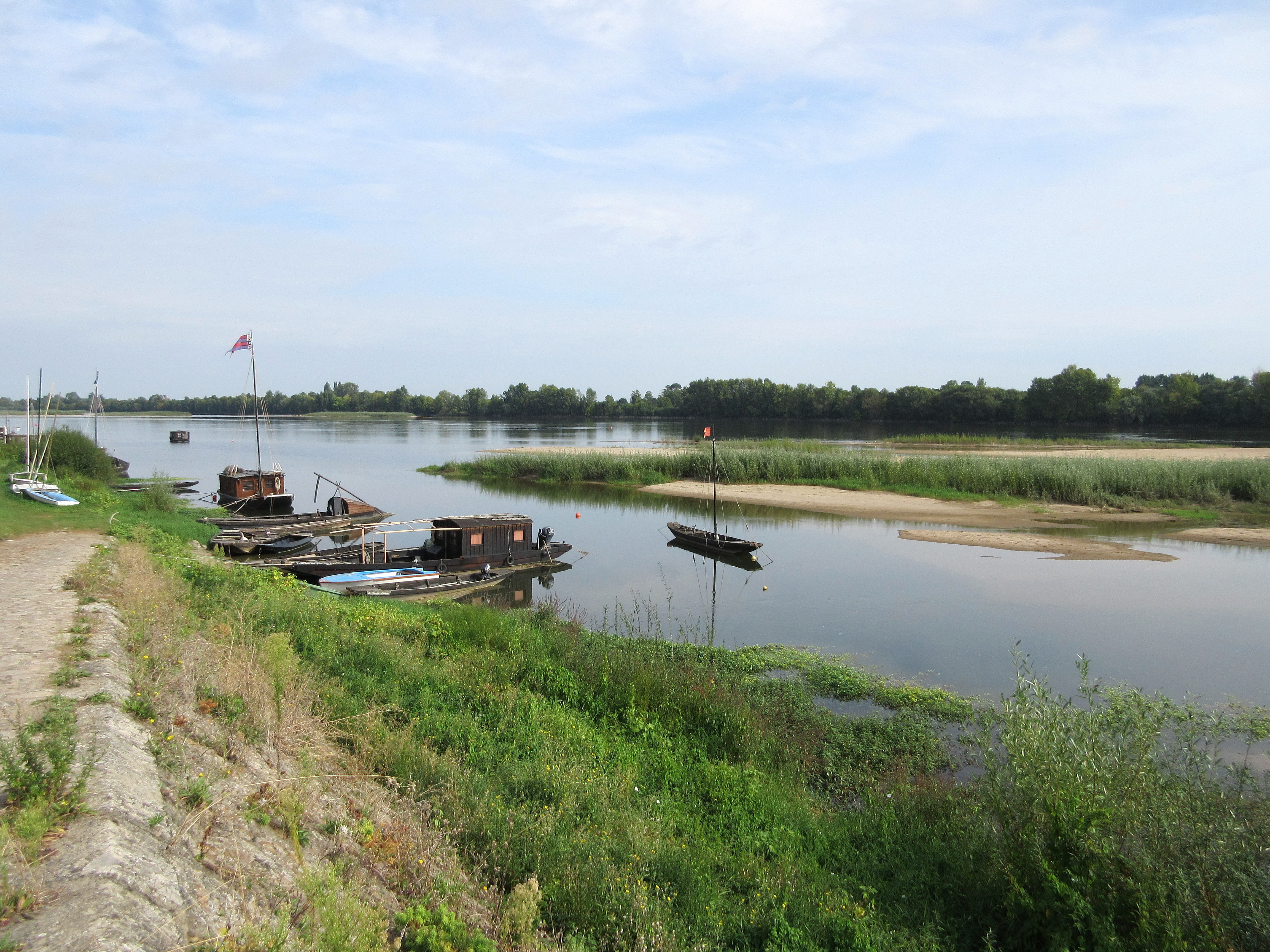
Cale de la Marine de Loire au Thoureil.

#### Port du Thoureil et Comptoir des Hollandais

##### Port du Thoureil
Le port du Thoureil était une étape de la Marine de Loire dans le commerce des vins de Loire ainsi que du sel de Guérande et Noirmoutier,,.
Acquis ou réhabilités par quelques passionnés, plusieurs bateaux de travail traditionnels de Basse-Loire y sont de nouveau amarrés. En outre, l'association locale Jeanne-Camille y organise chaque mois d'avril la Fête des bateaux de Loire, donnant lieu à un rassemblement de la batellerie traditionnelle locale.
Trois cales d'amarrage y sont encore utilisées par les mariniers-amateurs et les pêcheurs-traditionnels de Loire :
- Cale de Richebourg : les cartes et plans anciens montrent qu'à cet endroit les points d'ancrage et les voies menant des terres à la rive sont en correspondance pour faciliter le transit des marchandises ;
- Cale J.&C. Fraysse près de la Tour des Hollandais :
- Cale Yves Cailleau à côté de l'église Saint-Genulf : cette cale du XIXe siècle, favorisant les manœuvres d'accostages, a été utilisée par des passeurs jusqu'au siècle dernier[27].

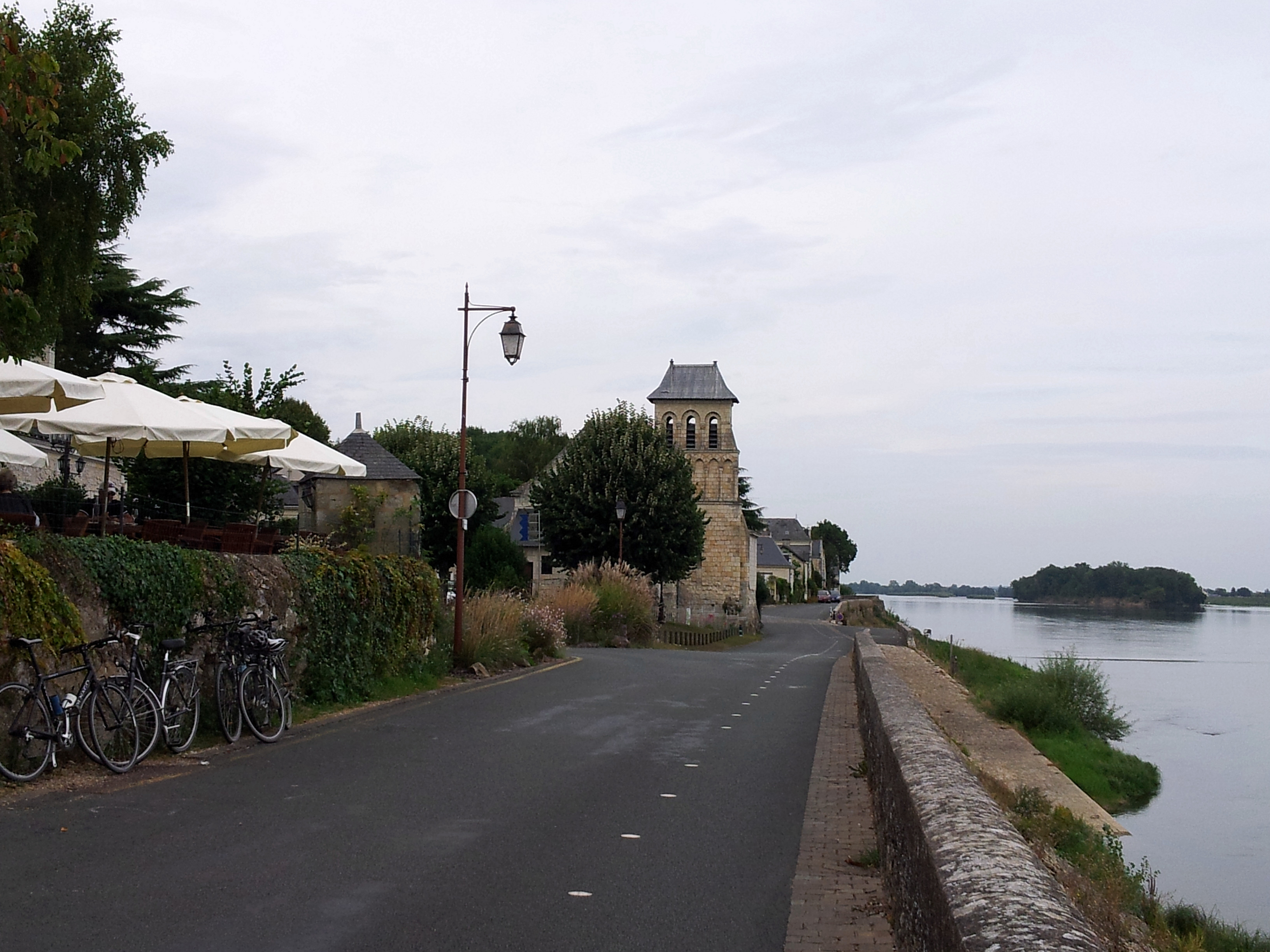
Port du Thoureil.

##### Comptoir des Hollandais
Situé face aux cales d'amarrage du port du Thoureil, le « Comptoir des Hollandais » témoigne, comme son nom l'indique, du « négoce-hollandais » en Loire lors du siècle d'or néerlandais. Il se compose de la « Tour des Hollandais » (1685) séparée par une ruelle du « Manoir des Hollandais ». Originaire des Provinces-Unies, la famille de négociants Van-Voorn fait construire cet ensemble architectural à partir du début des années 1670.
Les Van-Voorn s'enrichissent notamment par le négoce du vin alors peu développé au Thoureil, les fûts collectés étant expédiés au Port-aux-Vins de Nantes d'où leurs cousins, les Deurbroucq, les exportent aux Provinces-Unies. Dans un contexte politique pourtant défavorable du fait de la guerre de Hollande, la prospérité des Van-Voorn et des Deurbroucq motive d’autres hollandais à s’installer en Val-de-Loire.

#### Tour de Galles ou de Richebourg
Héritage du XIe siècle, cette tour de défense fut un point d'observation stratégique permettant de surveiller les mouvements de la Loire et ses rives à l'époque où Foulques Nerra cherchait à renforcer son emprise féodale sur le Saumurois, à la suite de sa reconquête de 1026.

### Personnalités liées à la commune
Jeanne et Camille Fraysse : Camille Fraysse (1894-1972) est auteur de plusieurs ouvrages ethnographiques, notamment en collaboration avec son épouse Jeanne (1902-1997). Le couple vit au Thoureil pendant une trentaine d’années, Camille y étant établi comme pharmacien de village. Ce dernier publie dès 1929 une Histoire de la pharmacie en Anjou ou en 1963 Folklore des troglodytes angevins illustré par son épouse. Les Fraysse étudient en particulier la vie des mariniers, notamment au Thoureil et ses environs où ils feront des fouilles et des recherches pendant tout le XXe siècle, dont ils tireront plusieurs publications comme Les Mariniers de la Loire en Anjou : Le Thoureil en 1950 ou Loire angevine et Maine : mariniers et riverains d'autrefois.